# Raccolte Frugone
Raccolte Frugone è una struttura museale che fa parte del polo di Nervi. Ha sede nella settecentesca Villa Grimaldi Fassio, in via Capolungo 9, all'interno del parco municipale della delegazione di Genova.

## Descrizione
La raccolta comprende le collezioni che sono state donate dai fratelli Luigi e Lazzaro Gio Batta Frugone nel 1935 e nel 1953, composte da dipinti, disegni e sculture di numerosi artisti sia italiani che stranieri, attivi nel periodo compreso tra la seconda metà del XIX secolo alla prima parte del XX secolo.
Dal 1993 il museo ha sede a Nervi, villa Grimaldi Fassio, acquistata dal Comune di Genova nel 1979.
Le importanti collezioni di arte otto-novecentesca dei fratelli Frugone comprendono dipinti, sculture e disegni di alcuni fra i maggiori artisti italiani e stranieri attivi tra la seconda metà dell'Ottocento e il primo Novecento, quali Mosè Bianchi, Leonardo Bistolfi, Giovanni Boldini, Silvestro Lega, Guglielmo Ciardi, Luigi Conconi, Tranquillo Cremona, Lorenzo Delleani, Giuseppe De Nittis, Giovanni Fattori, Antonio Fontanesi, Emilio Gola, Giacomo Grosso, Antonio Mancini, Giuseppe Mentessi, Francesco Messina, Francesco Paolo Michetti, Alessandro Milesi, Richard Miller, Giuseppe e Filippo Palizzi, Edoardo Rubino, Giovanni Segantini, Telemaco Signorini, Joaquin Sorolla y Bastida, Ettore Tito, Paolo Troubetzkoy.